# オズマーテ
オズマーテ（伊: Osmate）は、イタリア共和国ロンバルディア州ヴァレーゼ県カドレッツァーテ・コン・オズマーテに属する分離集落（フラツィオーネ）。
かつては独立したコムーネであったが、2019年2月15日にカドレッツァーテと合併して新自治体の一部となった。

## 地理

### 位置・広がり

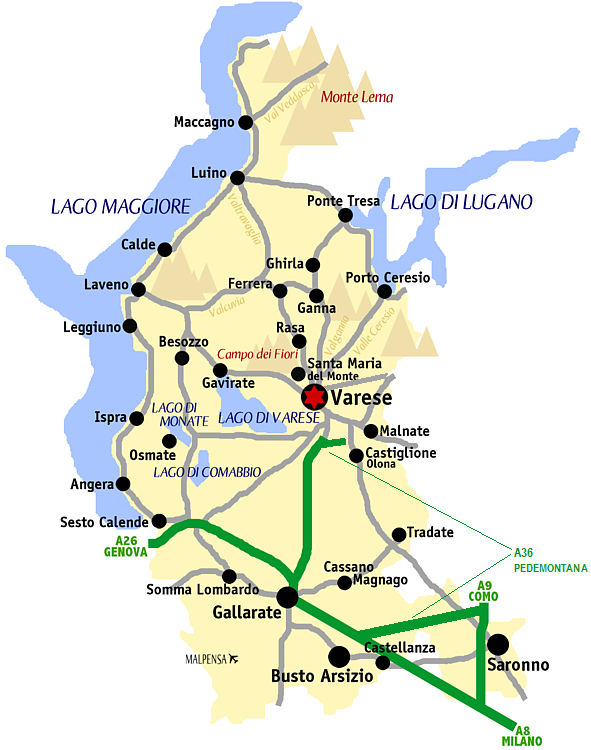
ヴァレーゼ県概略図

#### 隣接コムーネ
コムーネとしてのオズマーテは、以下のコムーネと隣接していた。
- カドレッツァーテ
- コマッビオ
- セスト・カレンデ
- トラヴェドナ＝モナーテ